# Aushilfsseitengewehr
Das Aushilfsseitengewehr oder fälschlich auch Ersatzseitengewehr ist die militärische Bezeichnung für ein Bajonett. Da im Ersten Weltkrieg ein Mangel an Ordonanzwaffen herrschte, wurden die Aushilfsseitengewehre benutzt. Für den Dienst wurden sie folgendermaßen beschafft:
- 1.) Durch Neuanfertigung.
- 2.) Umbau von Bajonett- und Seitengewehrklingen von den Waffen, die bei Kriegsbeginn beschlagnahmt oder erbeutet wurden (nur solche, die auf das Gewehr 98 passten.
- 3.) Herstellung von Gefäßen, die aufpflanzbar waren, inklusive der Verwendung von alten oder erbeuteten Bajonett- und Seitengewehrklingen.

Diese Bajonette oder Seitengewehre konnten für folgende Waffen benutzt werden:
- 1.) Gewehr 71
- 2.) Jägerbüchse 71
- 3.) Gewehr 71/84
- 4.) Gewehr 88
- 5.) Gewehr 98